# Loving Memory
Loving Memory – brytyjski dramat filmowy z roku 1971 w reżyserii Tony’ego Scotta.

## Obsada
- Rosamund Greenwood jako Kobieta
- Roy Evans jako Mężczyzna
- David Pugh jako Młodzieniec